# ŽNK Dinamo Zagreb
A ŽNK Dinamo Zagreb egy női labdarúgócsapat Horvátország fővárosában, Zágrábban. A 2016-ban alapított klub a horvát első osztályban szerepel.

## Klubtörténet
2016. június 24-én alapították, több korábbi sportoló kezdeményezésére. A 2016–17-es szezon volt a klub első idénye, a másodosztályban szerepeltek. A 2. HNLŽ közép csoportját nyerték meg, majd a következő szezonban az északnyugati csoportot, amivel feljutottak az élvonalba, miután az Omble csapata ellen 10–3-ra és 8–0-ra  nyertek a rájátszásban. A 2018–19-es szezonban az első osztályban a bajnokság 3. helyén fejezték be az idényt.

## Sikerek
- 2. HNLŽ Center: (1 alkalommal)
  - Bajnok: 2016–17
- 2. HNLŽ North-West: (1 alkalommal)
  - Bajnok: 2017–18

## Keret
2020. április 18-i állapotnak megfelelően.
| #  |     | Poszt | Név                |
| -- | --- | ----- | ------------------ |
| 1  | CRO | K     | Ljubica Benić      |
| 2  | CRO | V     | Dora Pušelj Drezga |
| 3  | CRO | V     | Jasmina Skenderi   |
| 4  | CRO | V     | Ana Kederov        |
| 5  | CRO | V     | Laura Kopić        |
| 6  | CRO | KP    | Marija Žagar       |
| 7  | CRO | CS    | Nika Petarić       |
| 8  | CRO | KP    | Martina Leaković   |
| 9  | CRO | CS    | Sara Skendrović    |
| 11 | CRO | CS    | Ivana Stanić       |

| #  |     | Poszt | Név                    |
| -- | --- | ----- | ---------------------- |
| 12 | CRO | K     | Ana Filipović          |
| 13 | CRO | KP    | Isabella Lucija Van As |
| 14 | CRO | V     | Ena Devčić             |
| 16 | CRO | V     | Lea Zdunić             |
| 17 | CRO | CS    | Karla Jedvaj           |
| 18 | CRO | KP    | Doris Tomić            |
| 19 | CRO | KP    | Petra Bračević         |
| 22 | CRO | V     | Ana Bartolović         |
| 23 | CRO | CS    | Petra Benković         |